# 范姜泰基
范姜泰基（1970年9月12日—），中華民國臺灣省桃園縣（今桃園市）客家人，政治人物、影視演員。現任桃園市政府客家事務局局長。

曾是中國國民黨籍政治人物和臺灣傳媒界資深媒體人。早年分別在中時晚報、中國時報、自由時報擔綱過記者，專門負責政治新聞，後於客家電視台任職行銷企劃部副理時被藍營挖角而投入政壇。從政期間先後擔任過郝龍斌競選連任臺北市市長之競選辦公室發言人、中華民國總統府發言人、行政院研考會副主委及中國國民黨文傳會主委等職務。
2016年開始逐漸淡出政治圈，以影視演員的新職業身分轉往演藝界發展。

## 生平
范姜泰基出身台灣客家人，范姜為雙姓。畢業於國立臺灣大學政治學研究所、國立政治大學EMBA。曾任郝龙斌竞选臺北市長办公室发言人，2011年5月4日担任中华民国总统府发言人。
2013年2月，范姜泰基接任江宜樺內閣之行政院研究發展考核委員會副主委。2013年9月17日，總統府副祕書長羅智強因九月政爭去職，中國國民黨文化傳播委員會主委蕭旭岑接任總統府副祕書長，范姜泰基轉任中國國民黨文化傳播委員會主委至2015年1月20日。離開政治圈後，以演員的身分演出電視劇。
2024年3月1日，客家文化基金會董事范姜泰基出任桃園市客家局局長並兼任客家文化基金會執行長。

## 演出作品

### 電視劇/網路劇
| 年份   | 片名                           | 角色       | 頻道                               |
| 2016年 | 《植劇場－天黑請閉眼》         | 男建商     | 臺灣電視台                         |
| 2017年 | 《植劇場－積木之家》           | 謝明哲     | 臺灣電視台                         |
| 2017年 | 《植劇場－夢裡的一千道牆》     | 文樸之父   | 臺灣電視台                         |
| 2017年 | 《勞動之王》                   | 勞檢處組長 | 客家電視台                         |
| 2017年 | 《麻醉風暴2》                  | 新聞主播   | 公共電視台                         |
| 2018年 | 《人際關係事務所》             | 小陳       | 臺灣電視台                         |
| 2018年 | 《20之後》                     | 製作人     | 公共電視台                         |
| 2019年 | 《我們與惡的距離》             | 陳品傑     | 公共電視台                         |
| 2019年 | 《你那邊怎樣·我這邊OK》        | 主持人     | 臺灣電視台                         |
| 2019年 | 《鏡子森林》                   | 廖勝利助理 | 民視無線台                         |
| 2020年 | 《誰是被害者》                 | 新聞主播   | Netflix                            |
| 2021年 | 《她們創業的那些鳥事》         |            | 八大戲劇台、衛視中文台             |
| 2021年 | 《女孩上場》                   | 黃主任     | 客家電視台                         |
| 2021年 | 《第三佈局 塵沙惑》            | 范哥       | HBO Asia、HBO GO、CATCHPLAY、ViuTV |
| 2021年 | 《神之鄉》                     | 徐教授     | 公共電視台、東森戲劇台、LINE TV    |
| 2021年 | 《國際橋牌社2》                | 賴玉誠     | YouTube、公共電視台                |
| 2021年 | 《比悲傷更悲傷的故事：影集版》 | 張母男友   | Netflix                            |
| 2021年 | 《茶金》                       | 湯進東     | 公共電視台、客家電視台             |
| 2021年 | 《2049－完美預測》             | 節目來賓   | 臺灣電視台、MyVideo                |
| 2022年 | 《我願意》                     | 律師       | MOD、Hami Video                    |
| 2022年 | 《茁劇場－滴水的推理書屋》     | 楊檢       | 公共電視台、MyVideo、臺灣電視台    |
| 2023年 | 《人選之人-造浪者》            | 陳品傑     | Netflix                            |
| 2024年 | 《小菁與言言》                 | 副總       | YouTube                            |

### 電視電影
| 年份   | 片名                 | 角色                | 頻道       |
| 2016年 | 《黑盒子》           | 莫Sir（新聞部主管） | 客家電視台 |
| 2020年 | 《大桔大利闔家平安》 | 徐嘉晏              | 客家電視台 |
| 2021年 | 《光的孩子》         | 警察                | 客家電視台 |

### 短片
| 年份   | 片名                    | 角色     |
| 2019年 | 《鏡文學驚悚劇場—樂園》 | 樂園管家 |
| 2020年 | 《窩卡》                | 陳益峰   |

### 電影
| 年份   | 片名         | 角色       |
| 2019年 | 《陽光普照》 | 法官       |
| 2019年 | 《樂園》     | 蘇大哥記者 |
| 2021年 | 《緝魂》     | 律師       |
| 2022年 | 《頭七》     | 超商老闆   |
| 2023年 | 《惡女》     | 檢察長     |

### 遊戲
| 年份   | 遊戲     | 角色                   | 開發商   |
| 2019年 | 《還願》 | 七彩星舞台主持人（男） | 赤燭遊戲 |

## 主持節目
- 2016年 Yahoo Video政論節目《范姜轉風向》
- 2018年 風傳媒軍事節目《風云軍事》